# Perfect (에드 시런의 노래)
〈Perfect〉는 영국의 싱어송라이터 에드 시런의 세 번째 스튜디오 음반 《÷》 (2017년)에 수록된 곡이다. 이 음반이 발매된 후, 이 음반은 영국 싱글 차트에서 4위를 차지했다. 2017년 8월 21일, 《빌보드》는 〈Perfect〉가 음반의 네 번째 싱글이 될 것이라고 발표했다. 이 곡은 2017년 9월 26일, 미국에서 이 음반의 세 번째 싱글로 팝 라디오에 서비스되었다. 원래 2017년 3월, 4위로 정점을 찍은 이 곡은 그해 말 영국 차트에 다시 진입했다. 2017년 12월, 영국 싱글 차트, 미국 빌보드 핫 100에서 1위에 올랐다. 〈Perfect〉는 2017년 영국 크리스마스 1위 곡이 되었고 오스트레일리아, 캐나다, 아일랜드, 뉴질랜드 등 16개국에서 1위로 정점을 찍었다.
2017년 12월 1일, 미국의 가수 비욘세가 참여한 싱글 〈Perfect Duet〉의 두 번째 버전이 발매되었다. 2017년 12월 15일, 이탈리아의 가수 안드레아 보첼리와 듀엣곡 〈Perfect Symphony〉가 발매되었다. 이 곡과 공식 뮤직 비디오는 2018년 MTV 비디오 뮤직 어워드에서 3개의 후보에 올랐다.

## 뮤직 비디오

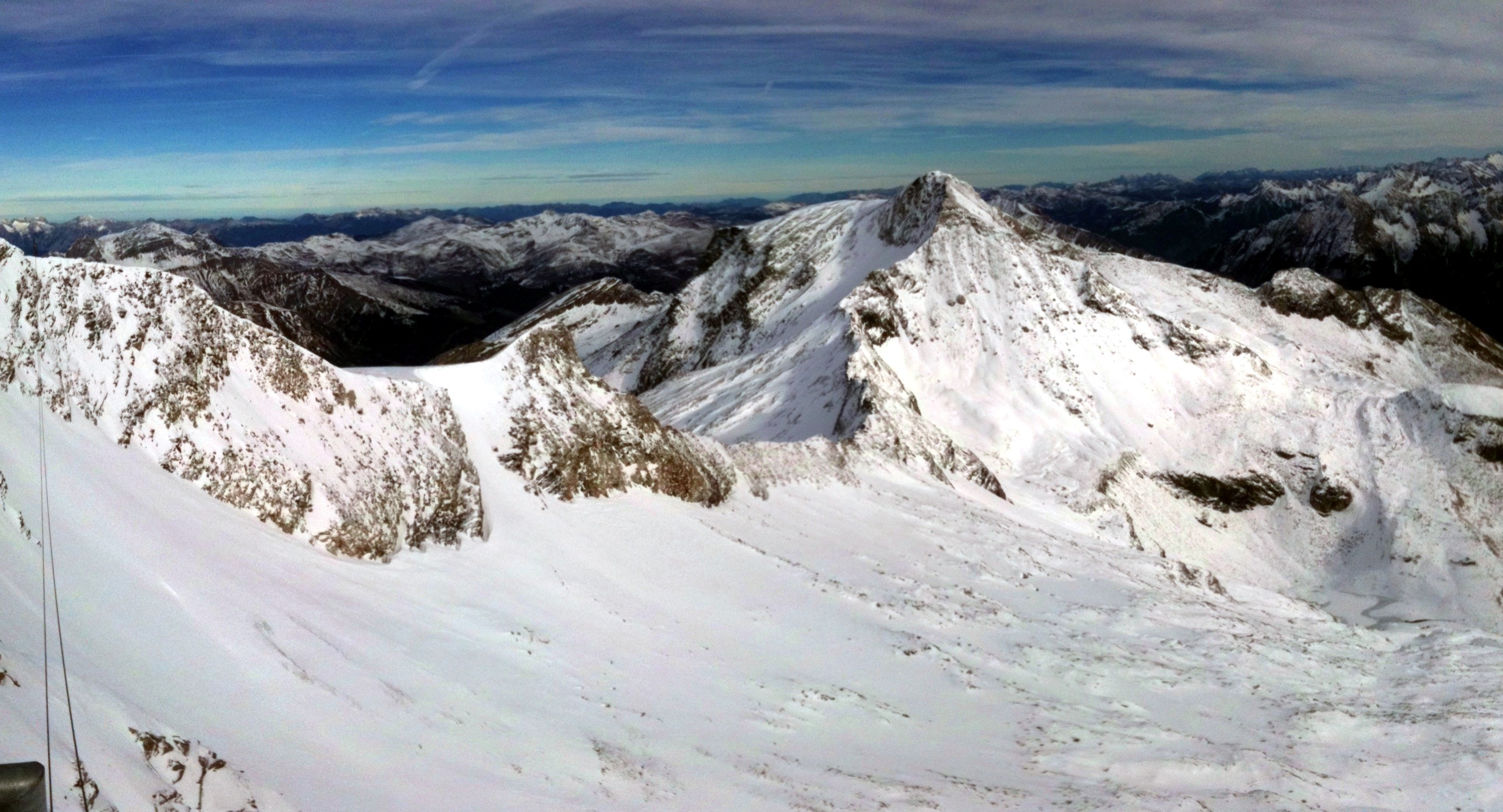
〈Perfect〉의 비디오는 오스트리아 힌터툭스산맥에서 일어난 로맨틱한 이야기를 서술한다.

2017년 9월 22일, 시런의 유튜브 채널을 통해 〈Perfect〉의 가사 영상이 공개되었다. 2017년 11월 9일, 시런의 유튜브 채널을 통해 〈Perfect〉의 뮤직 비디오가 공개되었다. 이 비디오에는 조이 도이치가 출연하고 제이슨 코닉이 감독을 맡았는데, 그는 〈Shape of You〉의 비디오 감독을 맡기도 했다. 이 영상은 오스트리아의 스키 리조트인 힌터툭스에서 촬영되었으며, 시런과 도이치가 친구들과 스키 여행을 떠나는 장면과 함께 눈 속에서 춤을 추고 결국 오두막에서 함께 끝나게 된다. MTV 영국에 기고하는 로스 맥닐레이지는 이 비디오를 겨울다운 영상으로 "크리스마스 드림"이라고 불렀다. 맥닐레이지는 단순한 이야기와 비디오의 촬영법을 칭찬하면서, 조이 도이치가 슈퍼스타와 반대되는 애정행각으로 행동하고 우리는 그들이 "서로에 대한 사랑을 깨닫고 함께 눈 위에서 천천히 춤을 추는 것"을 지켜본다고 언급했다. 2022년 4월 현재, 이 뮤직 비디오는 유튜브에서 31억 뷰를 기록했으며, 이는 이 사이트에서 28번째로 많이 시청된 영상이 되었다. 2018년 MTV 비디오 뮤직 어워드에서 올해의 노래상, 최우수 팝 비디오상, 최우수 감독상 후보에 올랐다.

## 리믹스
2017년 11월, 시런은 어쿠스틱 버전의 〈Perfect〉와 마이크 페리와 로빈 슐츠의 2개의 리믹스를 발매했다.

## 곡 목록
| #  | 제목        | 재생 시간 |
| -- | ----------- | --------- |
| 1. | 〈Perfect〉 | 4:23      |

| #  | 제목                   | 재생 시간 |
| -- | ---------------------- | --------- |
| 1. | 〈Perfect〉 (acoustic) | 4:20      |

| #  | 제목                           | 재생 시간 |
| -- | ------------------------------ | --------- |
| 1. | 〈Perfect〉 (Mike Perry remix) | 3:41      |

| #  | 제목                             | 재생 시간 |
| -- | -------------------------------- | --------- |
| 1. | 〈Perfect〉 (Robin Schulz remix) | 4:09      |

| #  | 제목                   | 재생 시간 |
| -- | ---------------------- | --------- |
| 1. | 〈Perfect〉            | 4:23      |
| 2. | 〈Perfect〉 (acoustic) | 4:20      |

## 인증
| 국가                                                             | 인증          | 판매량/출하량 |
| ---------------------------------------------------------------- | ------------- | ------------- |
| 오스트레일리아 (ARIA)                                            | 16× 플래티넘  | 1,120,000     |
| 오스트리아 (IFPI 오스트리아)                                     | 플래티넘      | 30,000        |
| 벨기에 (BEA)                                                     | 4× 플래티넘   | 80,000        |
| 캐나다 (뮤직 캐나다)                                             | 다이아몬드    | 800,000       |
| 덴마크 (IFPI Danmark)                                            | 6× 플래티넘   | 540,000       |
| 프랑스 (SNEP)                                                    | 다이아몬드    | 233,333       |
| 독일 (BVMI)                                                      | 7× 골드       | 1,400,000     |
| 이탈리아 (FIMI)                                                  | 9× 플래티넘   | 450,000       |
| 뉴질랜드 (RMNZ)                                                  | 5× 플래티넘   | 150,000       |
| 폴란드 (ZPAV)                                                    | 4× 다이아몬드 | 1,000,000     |
| 포르투갈 (AFP)                                                   | 4× 플래티넘   | 40,000        |
| 스페인 (PROMUSICAE)                                              | 플래티넘      | 40,000        |
| 스웨덴 (GLF)                                                     | 플래티넘      | 40,000        |
| 스위스 (IFPI 스위스)                                             | 6× 플래티넘   | 120,000       |
| 영국 (BPI)                                                       | 6× 플래티넘   | 3,900,000     |
| 미국 (RIAA)                                                      | 다이아몬드    | 10,000,000    |
| 요약                                                             |               |               |
| 일본 (RIAJ)                                                      | 실버          | 30,000,000    |
| 판매량+스트리밍을 기반으로 한 인증 · 스트리밍을 기반으로 한 인증 |               |               |

## Perfect Duet
2017년 12월 1일, 미국의 가수 비욘세의 듀엣 〈Perfect Duet〉이 전 세계적으로 공개되었다.
이 곡은 비욘세가 여성의 관점에서 2절을 노래하는 원곡의 헐벗은 어쿠스틱 버전이다. 시런은 이 곡이 비욘세가 음반에서 가장 좋아하는 곡이라고 언급했고, 그녀에게 이 곡을 재녹음하기 위해 손을 내밀었다. 2017년 5월, 비욘세가 이 노래를 녹음했다.

### 라이브 퍼포먼스
비욘세는 2018년 On the Run II Tour에서 세트리스트의 일부로 자신의 노래를 불렀다. 2018년 12월 2일, 에드 시런과 비욘세는 남아프리카 공화국 요하네스버그에서 열린 2018 글로벌 시티즌 페스티벌에서 듀엣 버전이 공개된 지 거의 1년 만에 처음으로 라이브 공연을 선보였다.

### 곡 목록
| #  | 제목                            | 재생 시간 |
| -- | ------------------------------- | --------- |
| 1. | 〈Perfect Duet〉 (with Beyoncé) | 4:19      |

### 인증
| 국가                               | 인증        | 판매량/출하량 |
| ---------------------------------- | ----------- | ------------- |
| 뉴질랜드 (RMNZ)                    | 2× 플래티넘 | 60,000        |
| 포르투갈 (AFP)                     | 플래티넘    | 10,000        |
| 스페인 (PROMUSICAE)                | 7× 플래티넘 | 280,000       |
| 판매량+스트리밍을 기반으로 한 인증 |             |               |

## Perfect Symphony
〈Perfect Symphony〉이라는 제목의 안드레아 보첼리의 오페라 버전 〈Perfect〉는 2017년 12월 15일, 이탈리아어로 부분적으로 불렸다.

### 구성
이 노래의 완전한 오케스트라 버전은 애비 로드 스튜디오에서 녹음되었지만, 이 노래의 원래 발매에 일부만 사용되었다. 전체 오케스트라 버전은 안드레아 보첼리와의 듀엣에서 사용되었다.

### 뮤직 비디오
2017년 12월 15일, 〈Perfect Symphony〉의 뮤직 비디오도 공개되었다.

### 곡 목록
| #  | 제목                                       | 재생 시간 |
| -- | ------------------------------------------ | --------- |
| 1. | 〈Perfect Symphony〉 (with Andrea Bocelli) | 4:25      |